# Luzins separationssats
Inom mängdlära och matematisk logik är Luzins separationssats ett resultat som säger att om A och B är disjunkta analytiska delmängder av ett polskt rum, då finns det en Borelmängd C i rummet så att A ⊆ C och B ∩ C = ∅. Satsen är uppkallad efter Nikolai Luzin, som bevisade den år 1927.
Satsen kan generaliseras till att för varje följd (An) av disjunkta analytiska mängder finns det en följd (Bn) av disjunkta Borelmängder så att An ⊆ Bn för varje n. 
En omedelbar konsekvens är Suslins sats, som säger att om en mängd och dess komplement är analytiska, då är mängden en Borelmängd.

### Fotnoter
1. 1 2  (Kechris 1995, s. 87).
2. ↑  (Lusin 1927).